# 1594 Danjon
1594 Danjon (1949 WA) là một tiểu hành tinh vành đai chính được phát hiện ngày 23 tháng 11 năm 1949 bởi Boyer, L. ở Algiers.